# Collège de France

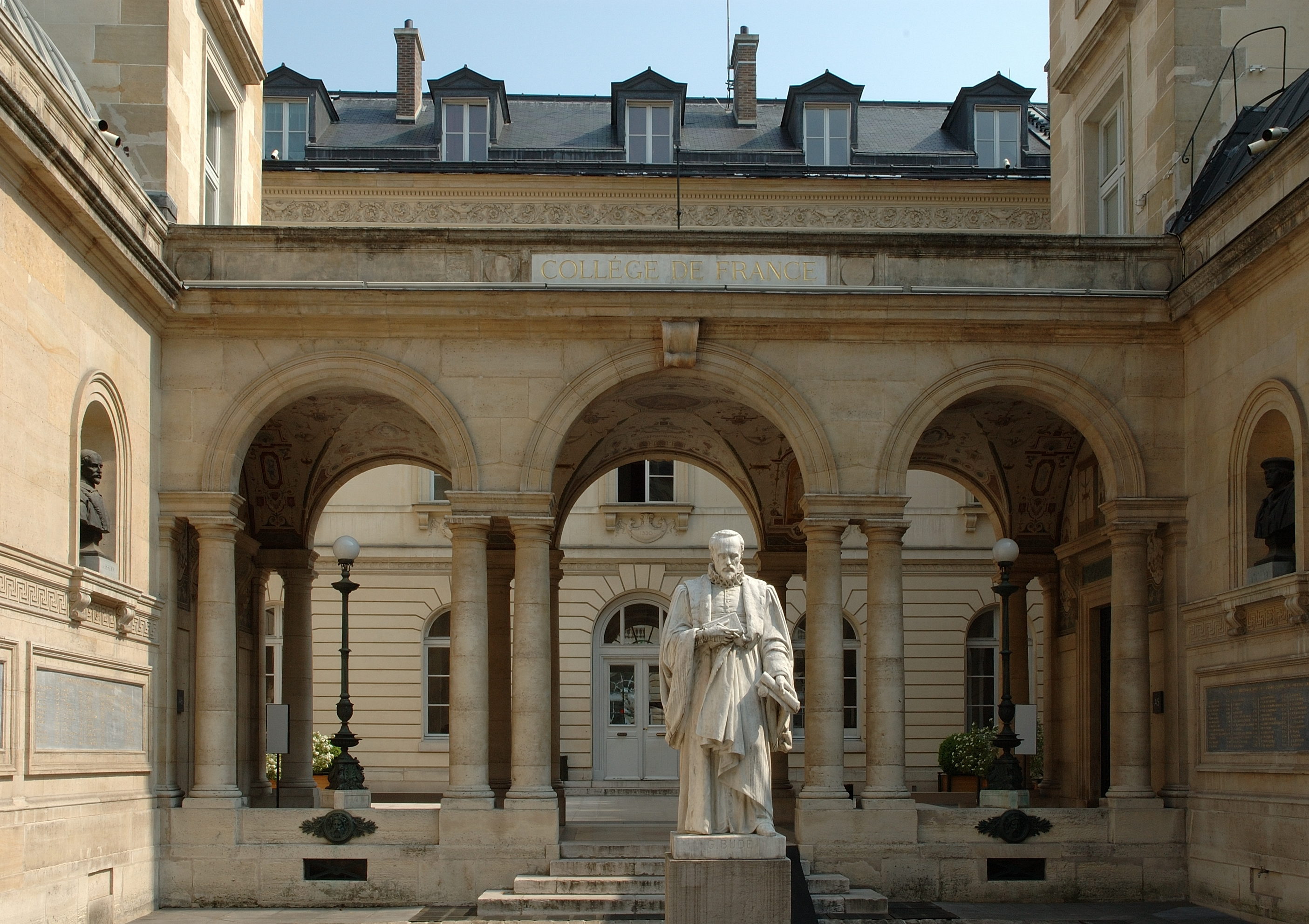
Pati interior del Collège de France.

El Collège de France (Col·legi de França) és una prestigiosa institució d'ensenyament superior i de recerca. Ofereix formació a càrrec d'acadèmics escollits per la seva eminència en els respectius camps sense tenir en compte la titulació acadèmica, sinó la reputació i la competència. Els nous membres són escollits per l'assemblea dels professors membres. Quan una matèria no entra en els plans universitaris, troba el seu lloc al Col·legi. L'ensenyament és gratuït i obert a tothom sense inscripció. Ésser nomenat professor del Collège de France es considera l'honor més gran en l'àmbit de l'ensenyament superior francès. Aquest esperit obert i sense gaire planificació aviat va donar resultats com testimonien les obres, entre molts altres, d'André-Marie Ampère, Claude Bernard, Gaston Maspero i una desena de Premis Nobel.

## Història

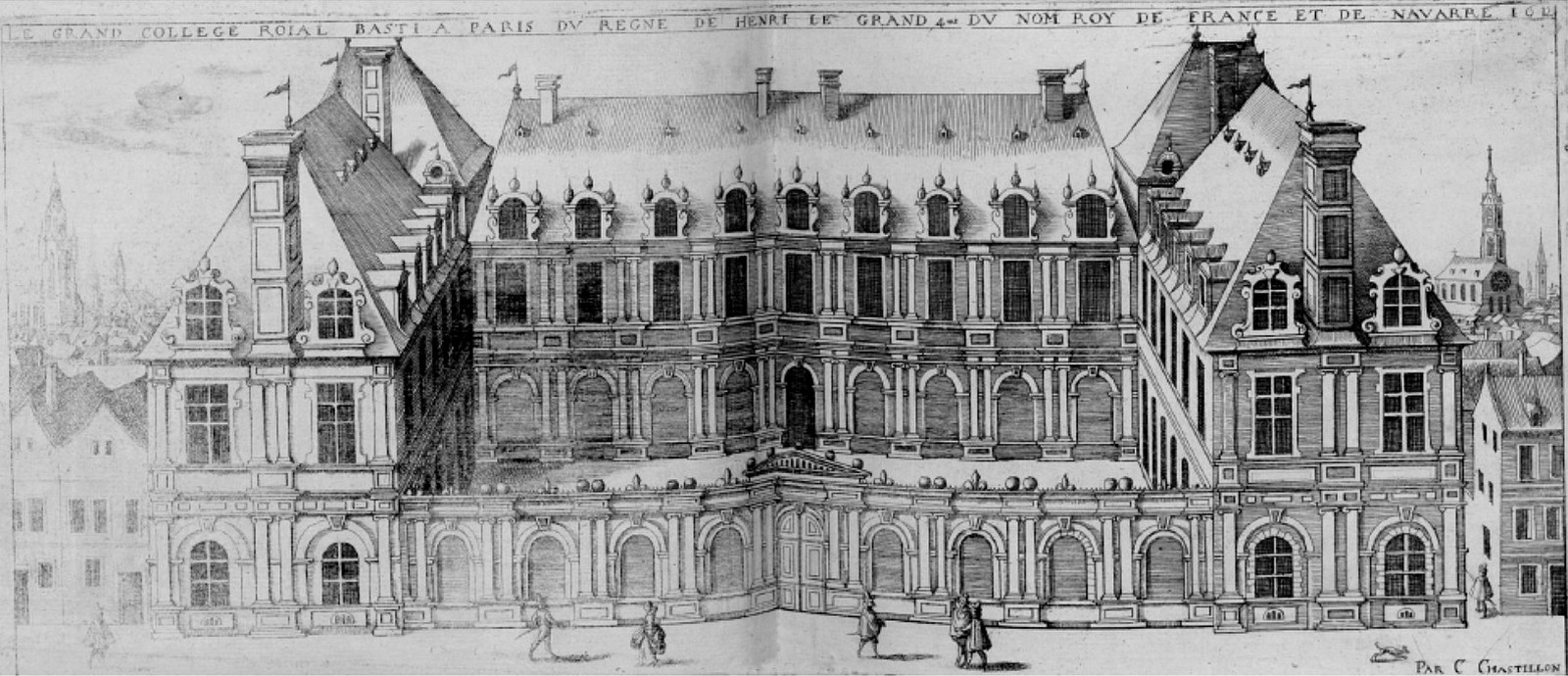
Le Collège Royal per Claude Chastillon - 1612

Es va fundar el 1530 com a Collège du Roi (col·legi del rei) pel rei Francesc I de França. El gran traductor d'obres antigues Guillaume Budé «mestre de biblioteca», havia instigat el rei a instituir col·legi «de lectors Reials». La institució reial va pagar humanistes encarregats d'ensenyar, el que no era possible a la Sorbona tancada i conservadora que prohibia l'estudi de texts sagrats altres que en llatí. Va començar amb dues càtedres, una de grec i una altra d'hebreu, però aquest nombre es va incrementar ràpidament fins a deu, amb l'ensenyament de francès, llatí, matemàtiques i medicina. El Collège adopta aleshores el lema de Docet Omnia («ensenya de tot») i roman un centre d'ensenyament d'excel·lència en la transferència de coneixements a França fins avui. Contràriament a les universitats clàssiques, és una institució docent sense planificació.
En l'actualitat, el Collège està dividit en set grups de disciplines (matemàtiques, ciències físiques, ciències naturals, filosòfiques i sociològiques, les ciències històriques, filològiques i arqueològiques). El Collège de France ofereix cursos d'alt nivell científic i literari. L'educació és gratuïta i oberta a tothom, sense matrícula ni notes finals, cosa que en fa un lloc a part en la vida intel·lectual francesa. Una famosa fotografia mostra la multitud que intenta escoltar Henri Bergson que imparteix una lliçó amb les finestres obertes per fer sentir la seva veu a la gent fora l'aula.
Des del 2007, el Collège de France desenvolupa un important programa de difusió en línia (cable RSS, podcasts, vídeos, etc.). A partir d'ara, es poden escoltar les classes i seminaris de molts professors, així com veure els vídeos d'alguns ensenyaments, gràcies a un abonament gratuït o descarregant de la pàgina web de la institució. Aquest programa ha tingut un gran èxit, ja que durant el primer trimestre de 2008 es van descarregar 960.000 hores de classes. El 2008 es va crear una fundació, la Fondation du Collège de France, per a col·lectar diners per finançar beques, projectes de digitalització, comprar equip científic, etc.

## Càtedres
Actualment, els antics «lectors reals» han passat a ser cinquantena de professors que treballen amb centenars d'investigadors, enginyers, tècnics i administratius. Els títols de les càtedres fan referència als àmbits més variats (matemàtiques, física, química, biologia, història, arqueologia, lingüística, orientalisme, filosofia, ciències socials…), d'acord amb el lema del Col·legi Docet Omnia. Cap càtedra és permanent: l'assemblea dels professors decideix que serà el títol de la nova cadira quan una seu esdevé vacant. Aquest principi protegeix contra als plans d'estudis massa rígids del món acadèmic tradicional i permet d'adaptar-se amb flexibilitat al progrés en qualsevol tema de la ciència. La llista actualitzada de totes càtedres, que canvia regularment en aplicació del mateix principi de flexibilitat del col·legi, es troba aquí Arxivat 2019-12-11 a Wayback Machine..
Entre molts altres, el 2019 hi havia, per donar un exemple de la diversitat de les càtedres: Història intel·lectual de la Xina (Anne Cheng), Innovació tecnològica Liliane Bettencourt (Jean-Philippe Bouchaud), Medicina experimental (Alain Fischer), Literatures modernes de l'Europa neolatina (Carlo Ossola).

## Professors delCollègedistingits amb el Premi Nobel
- Henri Bergson
- Claude Cohen-Tannoudji
- Jean Dausset
- Pierre-Gilles de Gennes
- François Jacob
- Frédéric Joliot
- Jean-Marie Lehn
- Jacques Monod